# Вер (сенатор)
Вижте пояснителната страница за други личности с името Вер.
Вер (на латински: Verus) е римски узурпатор през 219 г.
Той е homo novus, става центурион и сенатор. След това е номиниран за комендант на III Галски легион в Сирия. Поема тази част, която не е доволна от император Елагабал. През зимата на 218/219 г. легионерите се бунтуват и Вер се провъзглася за император. Легионът е разгромен, а той е заловен и екзекутиран. Елагабал разформира легиона и взема обратно престижния статус metropolis на неговото главно стационно място град Тир (Tyros в дн. Ливан).